# شرکت لیوا
لیوا تولیدکننده دوزینگ پمپ، پمپ‌های فرایند و همچنین سیستم‌های اندازه‌گیری سفارشی و واحدهای تولید می‌باشد. این شرکت طی سال‌های گذشته از یک ارائه‌دهنده خدمات خالص به یک ارائه‌کننده راه‌حل، توسعه یافته‌است. سامانه‌های لیوا در صنایع نفت و گاز و صنایع شیمیایی استفاده می‌شود.